# 尼諾科尼斯桑塔納國家公園
8°27′00″S 127°20′00″E / 8.45000°S 127.33333°E

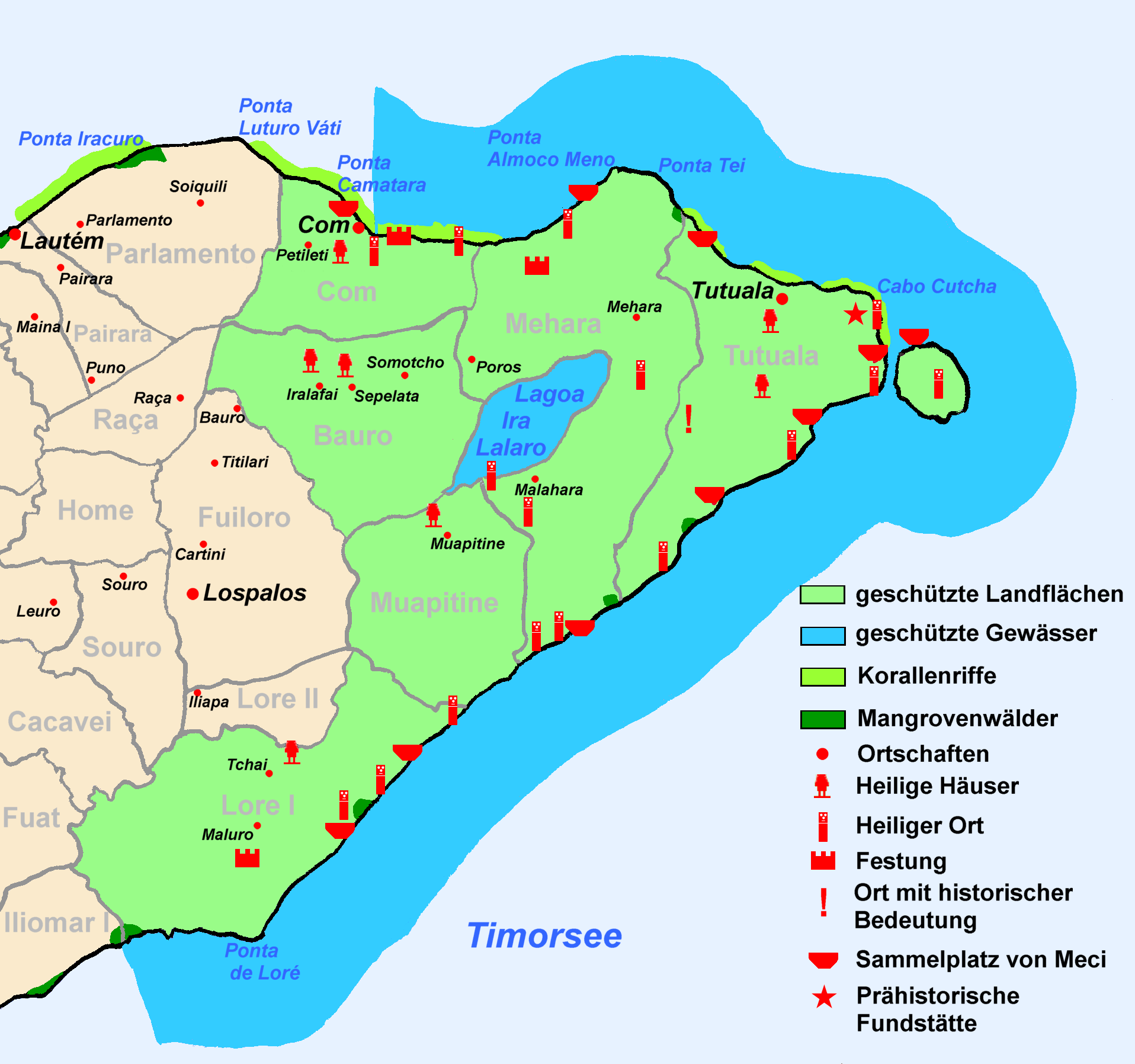

尼諾科尼斯桑塔納國家公園是東帝汶的國家公園，始建於2007年8月15日，面積1,236平方公里，有小葵花鳳頭鸚鵡、20種蝙蝠等野生動物棲息。